# Léna Bousquin
Léna Bousquin (Méru, 4 de septiembre de 1995) es una deportista francesa que compite en natación. Ganó una medalla de oro en el Campeonato Europeo de Natación en Piscina Corta de 2019, en la prueba de 4 × 50 m libre.

## Palmarés internacional
| Campeonato Europeo en Piscina Corta | Campeonato Europeo en Piscina Corta | Campeonato Europeo en Piscina Corta | Campeonato Europeo en Piscina Corta |
| Año                                 | Lugar                               | Medalla                             | Prueba                              |
| ----------------------------------- | ----------------------------------- | ----------------------------------- | ----------------------------------- |
| 2019                                | Glasgow (Reino Unido)               | Medalla de oro                      | 4 × 50 m libre                      |